# Kilitbahir
Kilitbahir (en turc : Kilit-ül-bahr signifie la clef du Bosphore) est un village turc qui se trouve dans la province de Çanakkale sur la péninsule de Gallipoli (partie européenne des Dardanelles) et fait partie de la commune d'Eceabat.
La forteresse de Kilitbahir (en), en forme de trèfle, a été réalisée par le sultan Mehmed II le Conquérant en 1463 pour contrôler le détroit à son point le plus étroit.